# Rezin Bowie
Rezin Bowie (Gallatin, 8 settembre 1793 – New Orleans, 17 gennaio 1841) è stato un imprenditore, inventore, mercenario politico statunitense, fu anche membro della Camera dei rappresentanti della Louisiana. Bowie viene pronunciato come rima del francese "Louis" (/ˈbuːiː/ boo-ee) altre fonti indicano /ˈboʊ.i/ bo-ee. (vedi James "Jim" Bowie). Con il fratello James "Jim" Bowie, trafficava schiavi e fece speculazione. I fratelli costruirono il primo mulino per zucchero a vapore in Louisiana. Bowie è accreditato come l'inventore del coltello Bowie, che prese il suo nome e divenne noto dall'uso che ne fece il fratello James nella Sandbar Fight del 1827. Dopo che James si era trasferito nel Texas messicano, Rezin accompagnò il fratello per trovare la miniera di San Saba. Non la trovarono, ma la loro lotta contro gli Indiani nativi divenne famosa. Bowie in tarda età soffrì di debole vista; visse con moglie e figli in Louisiana..

## Biografia
Rezin Pleasant Bowie nacque l'8 settembre 1793, vicino a Gallatin, nella Contea di Sumner nel Tennessee, Southwest Territory. uno di dieci figli di Rezin Bowie e Elve Ap-Catesby Jones. Bowie fu gemello di Rhesa. Il padre fu ferito durante la Rivoluzione Americana, e nel 1782 sposò la giovane infermiera che lo avenva curato. Elve fu imparentata con Thomas ap Catesby Jones (1790-1858), Naval commander nel 1814 nella battaglia di Lake Borgne, in Louisiana.
I Bowie si spostarono prima in Georgia, dove misero al mondo sei figli, e poi nel Southwest Territory (che prima del 1790 era parte della Carolina del Nord) nel futuro Stato del Tennessee. L'anno seguente la nascita di Bowie, la famiglia si spostò verso la Contea di Logan nel nuovo Kentucky. Nel 1796, il padre gestiva 8 schiavi, 7 cavalli, 11 capi di bestiame e 1 cavallo da tiro. L'anno seguente la famiglia ebbe 200 acri (80 ha) lungo il Red River. Nel 1800, Rezin Bowie cedette le sue proprietà e la famiglia passò in Missouri per gli anni successivi. All'epoca  parte della Upper Louisiana o come gli spagnoli colonizzatori la chiamavano Distretto dell'Illinois.
I Bowie si spostarono nella Lower Louisiana nel 1802, fondando la Bushley Bayou nella Parrocchia di Rapides. La famiglia si spostò nel 1809, fondando Bayou Teche nel Territory of Orleans, prima di arrivare nella definitiva casa di Opelousas, in Parrocchia di Saint Landry, nel 1812. Lo stesso anno il Territory of Orleans divenne lo Stato della Louisiana. Rezin aveva 19 anni.
Ogni loro spostamento era legato a nuovi spostamenti di frontiera e un piccolo Bowie lavorava nuova terra. Rezin come gli altri fratelli venne educato in casa, leggere e scrivere in lingua inglese. Con il fratello minore James, Rezin imparò a leggere e scrivere la lingua spagnola e la lingua francese.
Bowie si convertì alla cattolicesimo nel 1814 e sposò Margaret Nevil nella Parrocchia di Saint Landry  il 15 settembre 1814. Rezin e James s'arruolarono nella milizia della Louisiana in risposta alla chiamata di Andrew Jackson per la lotta contro gli Inglesi. La guerra anglo-americana finì nel 1815, e i Bowie arrivarono a New Orleans troppo tardi. Bowie si unì al Battaglione della Parrocchia di Avoyelles e divenne Captain of the Mounted Rifles nel 1825, più tardi colonnello.

## Speculazione
Prima della morte del padre i Bowie possedevano 10 schiavi, cavalli, e bestiame. Per i sette anni successivi i due fratelli lavorarono assieme allo sviluppo della Parrocchia di Lafourche e di Opelousas. La Louisiana acquisì popolazione velocemente, e i fratelli fecero alcune speculazione. Entrarono in affari con il pirata Jean Lafitte nel 1818. Gli USA legiferarono contro la schiavitù negli Stati Uniti d'America e per incoraggiare i cittadini alla legalità offrivano ricompense a chi denunciava la tratta di esseri umani.
Fecero viaggi a Lafitte sull'isola di Galveston, dove trattavano schiavi per 1$ a libbra di peso. Quindi essi portarono gli schiavi in Louisiana, dove li consegnarono al funzionario delle dogane, che li mise all'asta alla quale i Bowies poterono acquistarli legalmente. Sotto la legge della Louisiana, i fratelli ricevevano metà del prezzo pagato. Poterono comprare e rivendere legalmente gli schiavi a New Orleans o sul Mississippi. Continuarono fino a raggiungere i 65.000$ per poi reinvestirli nella speculazione terriera.
Nel 1825, i due fratelli, insieme al fratello Stephen, comprarono la Acadia, piantagione di Thibodaux. Crearono qui il primo mulino a vapore della Louisiana per la produzione di zucchero. La piantagione divenne un modello ma la vendettero il 12 febbraio 1831, con 65 schiavi per 90.000$. Comprarono così una piantagione in Arkansas, Stati Uniti d'America nel 1836.  In quel periodo Bowie prestò servizio nella legislatura della Louisiana tre volte.

## Coltello Bowie

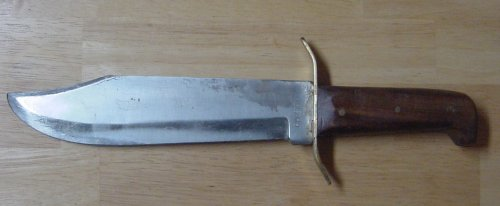
Bowie knife

Un pomeriggio Rezin cacciò un coniglio. Nell'apprestarsi a squoiarlo s'imbatté in un osso dello stesso che lo ferì gravemente alle dita. Per evitare ancora tali infortuni inventò quello che sarebbe diventato il Bowie knife. Il coltello aveva lama di 9 pollici e 1/4 e largo un pollice e mezzo.
L'anno seguente il 19 settembre 1827, James Bowie e il Major Norris Wright duellarono presso Natchez, Mississippi. Il duello finì con una stretta di mano, ma altri componenti del gruppo iniziarono a combattere. James Bowie venne ferito ma con una mano sola ferì mortalmente Wright, con il suo Bowie.
La battaglia divenne famosa sui giornali come Sandbar Fight, e il coltello Bowie venne descritto in dettaglio.
Vi sono delle discordie nel ritenere che il coltello fosse lo stesso che poi divenne noto con il nome di Bowie. Diverse fonti accreditano l'invenzione del Bowie al fratello Jim, che lo fece realizzare dal coltellinaio dell'epoca James Black. Comunque in una lettera al The Planter's Advocate, Bowie rivendicò l'invenzione del coltello, e membri della famiglia Bowie e most authorities on the Bowie knife tend to believe it was invented by Bowie.(La maggior parte delle autorità tendono a credere che il Bowie knife sia stato inventato da Bowie). Alcuni pronipoti rivendicano il fatto che Bowie supervisionò solamente i fabbricanti di coltelli che lo crearono.
Dopo la Sandbar Fight, il coltello divenne popolare. Diversi artigiani ne fecero le loro versioni, e diverse città del Sudovest ebbero le loro "Bowie knife schools", con the art of cut, thrust, and parry. La fama del coltello arrivò presto in Bretagna, dove venne prodotto e venduto poi negli USA. Le varianti divennero sempre numerose con una lama normalmente di 8,25 pollici e larghezza 1,25, e punta ricurva. Con sharp false edge cut from both sides e proteggimano.

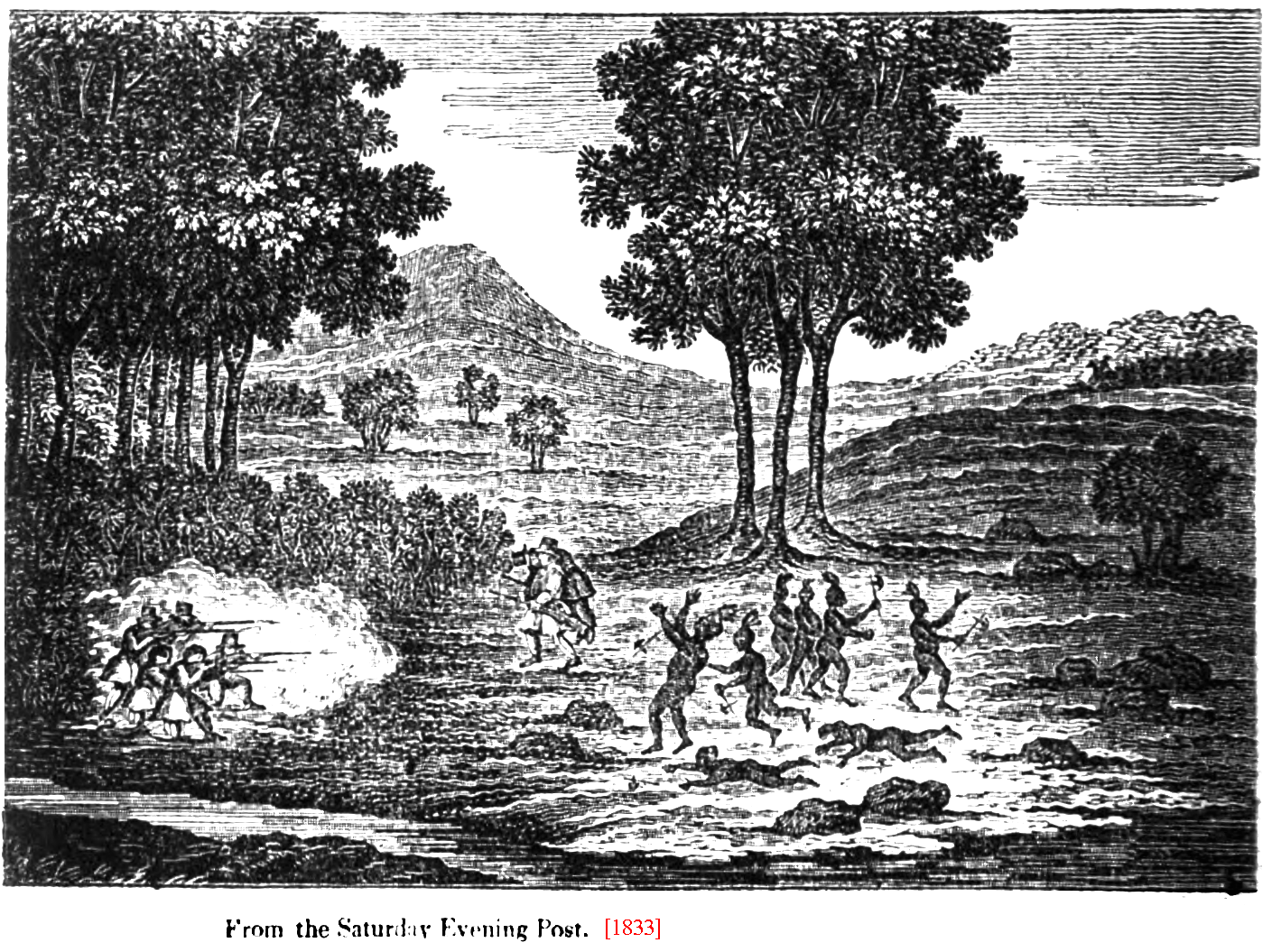
Woodcut che illustra un racconto del 1833 di Rezin Bowie a proposito di una battaglia del 1831 in Texas contro gli Indiani, comparsa sul Saturday Evening Post e sul Atkinson's Casket

## Miniera San Saba
James Bowie si spostò nel Texas nel 1830 e rimase affascinato dalla storia delle perdute miniere di Los Almagres, vicino a San Antonio nelle rovine della missione Santa Cruz de San Sabá. Le miniere erano state create dagli indiani e poi gestite dagli spagnoli. Dopo la guerra d'indipendenza del Messico, il Governo voleva riutilizzarle. La zona era sotto il controllo locale di indiani come i Comanche, gli Lipan Apache e i Karankawa.
Il 2 novembre 1831, Bowie accompagno il fratello e altri nove individui alla ricerca di San Saba. Si trovarono a poche miglia dal luogo in un conflitto con gli Indiani per 13 ore di lotta. I Bowie persero solo un uomo, mentre decine di Indiani vennero uccisi e feriti.
Nel 1832, Bowie iniziò ad avere problemi di vista. Andò assieme al fratello James a New York, Filadelfia, e a Washington per cercare cure mediche. Mentre era a Filadelfia, l'editore del The Saturday Evening Post convinse Bowie a scrivere un racconto sulla battaglia di San Saba, ristampato poi nel 1833 in  Atkinson's Casket or Gems of Literature, Wit and Sentiment.

## Ultimi anni
Bowie morì a New Orleans il 17 gennaio 1841, lasciando moglie e tre figlie. Fu sepolto nel cimitero della San Gabriel Catholic Church, poi nel 1850 la sua salma fu traslata nel St. Joseph Catholic Cemetery a Port Gibson, Mississippi, casa della figlia Elve.